# James Coughlan
Pour les articles homonymes, voir Coughlan.

a Compétitions nationales et continentales officielles uniquement.

b Matchs officiels uniquement.
Dernière mise à jour le 10 juin 2024.
James Coughlan, né le 9 décembre 1980 à Cork, est un joueur et entraîneur irlandais de rugby à XV qui évolue principalement au poste de troisième ligne centre, ainsi qu'en troisième ligne aile. Il évolue au sein de l’effectif du Munster puis de la Section paloise.

## Biographie
James Coughlan, rejoint la France en 2014, et dit faire un choix familial en s'installant à Pau. Son arrivée est liée à celle du nouveau manager de la Section paloise, Simon Mannix, qui était entraîneur des arrières des Munstermen. James Coughlan s'intègre rapidement au sein de effectif en retrouvant ses coéquipiers Sean Dougall et Paddy Butler. Il joue notamment avec Conrad Smith, Colin Slade, Damien Traille, Julien Pierre, Steffon Armitage, Ben Mowen, Tom Taylor ou encore Santiago Fernández. Le 28 avril 2017, il annonce qu'il met un terme à sa carrière de joueur à la fin de la saison. Il devient alors entraîneur au sein du centre de formation de la Section paloise.
En 2019, il devient entraîneur des avants de Provence rugby auprès du nouveau manager Fabien Cibray. En 2020-2021, il est membre de l'encadrement du CA Brive en Top 14 en tant qu'entraîneur de la défense. En 2021, il rejoint le RC Toulon toujours en tant qu'entraîneur de la défense.
En juin 2024, il est nommé directeur sportif du Biarritz olympique en Pro D2.

## Palmarès

### En club
- Champion de France de Pro D2 avec la Section paloise en 2015.

### Distinction personnelle
- Nuit du rugby 2015 : Meilleur joueur de la Pro D2 pour la saison 2014-2015

## Carrière d'entraîneur
| Saison      | Club           | Division | Poste   | Classement                 | Coupe d'Europe | Challenge européen |
| ----------- | -------------- | -------- | ------- | -------------------------- | -------------- | ------------------ |
| 2019 - 2020 | Provence rugby | Pro D2   | Avants  | 12e (arrêt du championnat) | -              | -                  |
| 2020 - 2021 | CA Brive       | Top 14   | Défense | 11e                        | -              | Éliminé en poule   |
| 2021 - 2022 | RC Toulon      | Top 14   | Défense | 8e                         | -              | Défaite en finale  |